# Karasîn, Manevîci
Karasîn (în ucraineană Карасин) este localitatea de reședință a comunei Karasîn din raionul Manevîci, regiunea Volînia, Ucraina.

## Demografie
Componența lingvistică a localității Karasîn
     Ucraineană (99,84%)
     Alte limbi (0,16%)
Conform recensământului din 2001, majoritatea populației localității Karasîn era vorbitoare de ucraineană (99,84%), existând în minoritate și vorbitori de alte limbi.